# آئورت صعودی
آئورت صعودی (AAo)  بخشی از سرخرگ آئورت است که از بخش بالایی قاعده بطن چپ شروع می‌شود و در یک سطح با مرز پایین غضروف سوم میان‌دنده‌ای در پشت نیمه چپ جناغ جای دارد.

## ساختار
این رگ به طور مورب به سمت بالا، جلو و راست، در جهت محور قلب، به سمت مرز بالایی غضروف دوم و سوم میان‌دنده‌ای راست حرکت می‌کند. در این حالت یک انحنای کوچک در مسیر خود دارد و در حدود ۶ سانتیمتر (۲٫۴ اینچ) پشت سطح پشتی جناغ جای دارد. طول کلی آن حدود ۵ سانتیمتر (۲٫۰ اینچ) است.
ریشه آئورت بخشی از آئورت است که از حلقه آغازین آئورت آغاز می‌شود و تا محل اتصال سینوتوبول گسترش می‌یابد. ریشه آئورت به عنوان بخشی از آئورت بالارو در نظر گرفته می‌شود و گاهی نیز به عنوان بخشی جدا از بقیه آئورت بالارو در نظر گرفته می‌شود.
میان دریچه آئورت و روبروی بدنه دریچه آئورت، سه اتساع کوچک به نام سینوس آئورت وجود دارد.
محل اتصال سینوتوبولی نقطه‌ای در آئورت بالارو است که در آن سینوس‌های آئورت پایان می‌یابد و آئورت به یک ساختار لوله‌ای تبدیل می شود.

### اندازه
قطر آئورت قفسه سینه بیشتر از ۳.۵ سانتی‌متر و به طور کلی متسع در نظر گرفته می‌شود، در حالی که قطر بیشتر از ۴.۵ سانتی‌متر به طور کلی آنوریسم آئورت قفسه سینه در نظر گرفته می‌شود. قطر میانگین جمعیت از نظر سن و جنس متفاوت است. حد بالای محدوده رنج مرجع آئورت بالارو ممکن است تا ۴.۳ سانتی‌متر در میان بزرگسالان و سالمندان باشد.
در پیوند آئورت بالارو با قوس آئورت، به دلیل برآمدگی دیواره راست آن، قطر عروق افزایش می‌یابد. این اتساع بولب یا پیاز آئورت نامیده می‌شود و در بخش عرضی شکل تا حدودی بیضوی‌شکل است.
آئورت بالارو درون آب‌شامه (پریکارد) جای دارد و در لوله‌ای از پریکارد، سروز مشترک در آن و سرخرگ ریوی محصور شده است.
آئورت بالارو در آغاز ورود توسط تنه سرخرگ ریوی و دهانه راست دهلیز پوشانده می‌شود، و بالاتر از آن، توسط پریکارد، پلور راست، حاشیه قدامی ریه راست و برخی از بافت‌های سرخرگی آئولار از جناغ جدا می‌شود و بقایای تیموس در پشت، روی دهلیز چپ و سرخرگ ریوی راست جای می‌گیرد.
آئورت بالارو در سمت راست، در نزدیکی بزرگ‌سیاهرگ زبرین و دهلیز راست است که مورد نخست تا حدی در پشت آن قرار دارد. آئورت بالارو در سمت چپ با سرخرگ ریوی در تماس است.

## شاخه‌ها
تنها شاخه‌های آئورت بالارو دو سرخرگ کرونری هستند که خون قلب را تأمین می‌کنند. این دو رگ در نزدیکی ابتدای آئورت از سینوس‌های آئورت که در روبه‌روی دریچه آئورت جای دارند به‌وجود می‌آیند.

## اهمیت بالینی
Porcelain aorta نوع کلسیفیکاسیون آترواسکلروتیک گسترده آئورت بالارو است. این رخداد جراحی آئورت را دشوار می‌کند، به‌ویژه در بسته‌شدن متقابل آئورت و ممکن است برش‌ها منجر به آسیب بیش از حد آئورت و یا آمبولی سرخرگی شود.

## نگارخانه

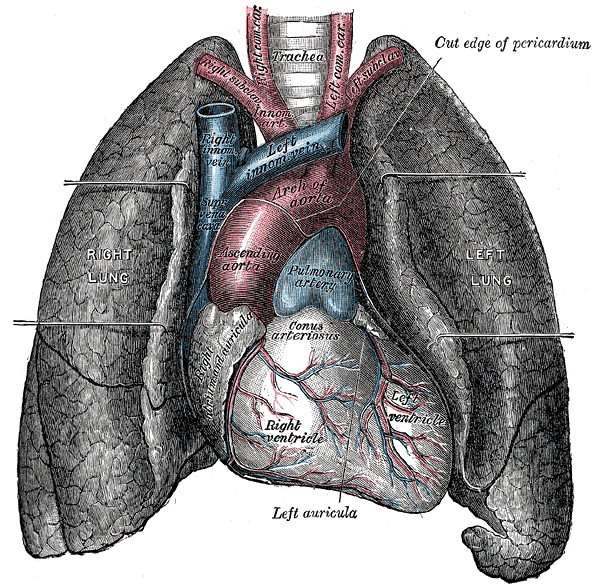
نمای جلوی قلب و ریه‌ها
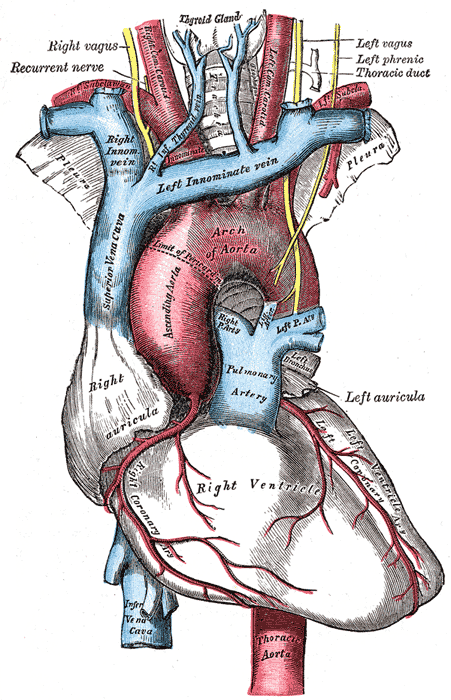
قوس آئورت و شاخه‌های آن.
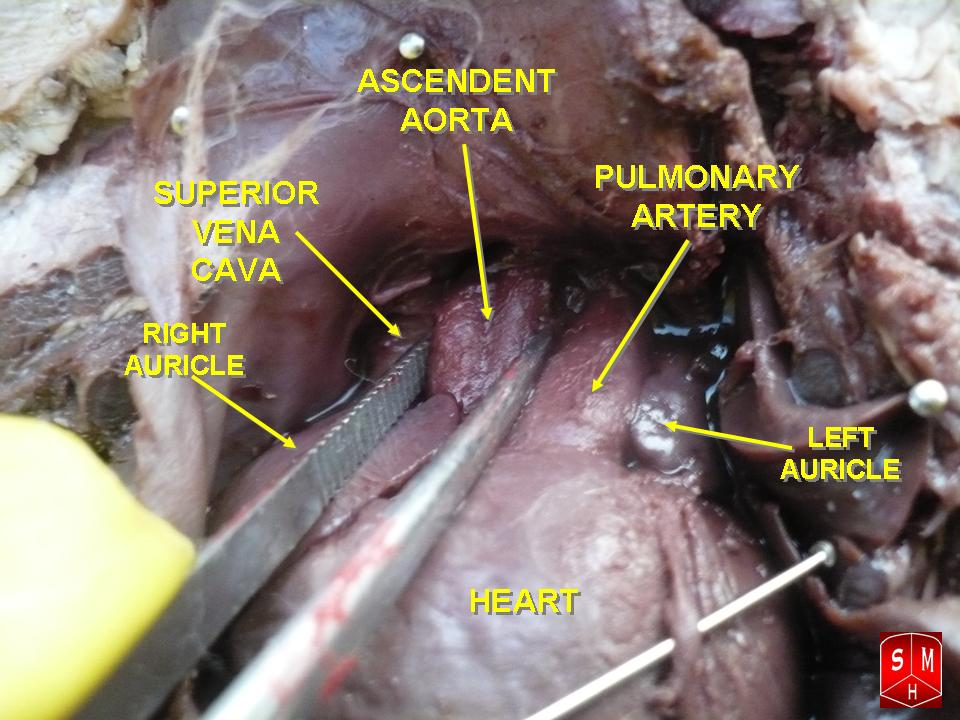
آئورت بالاروی جنینی
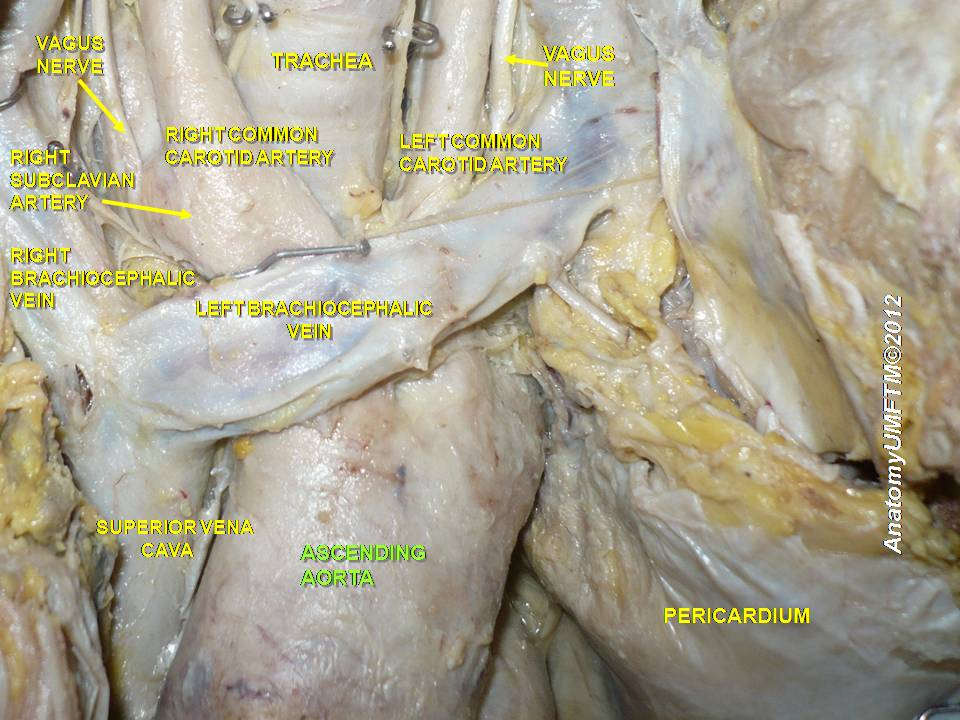
آئورت بالارو
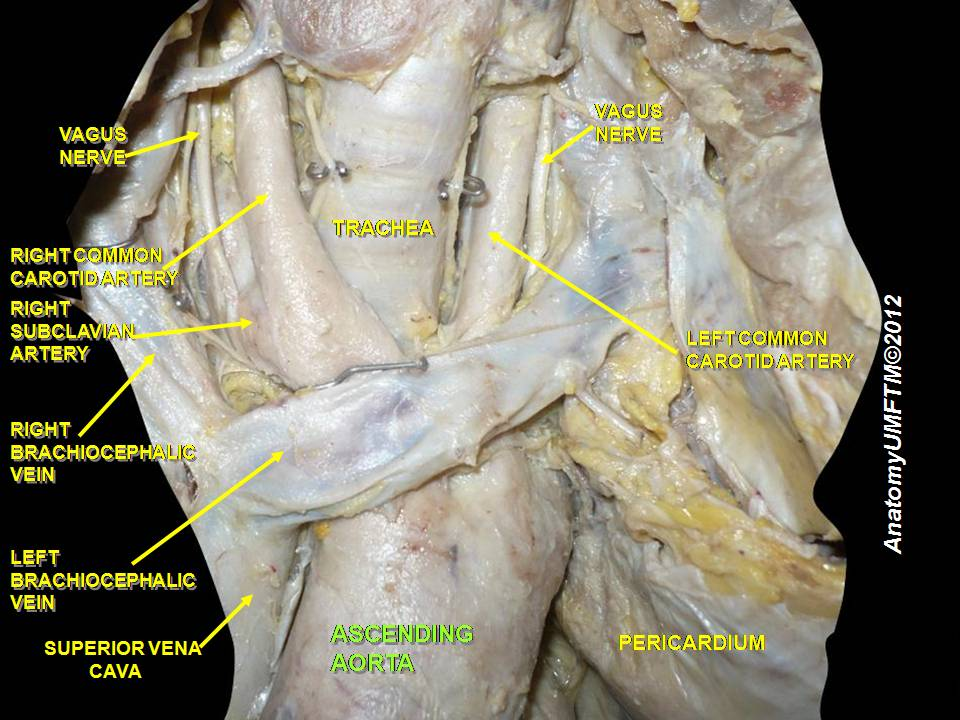
آئورت بالارو
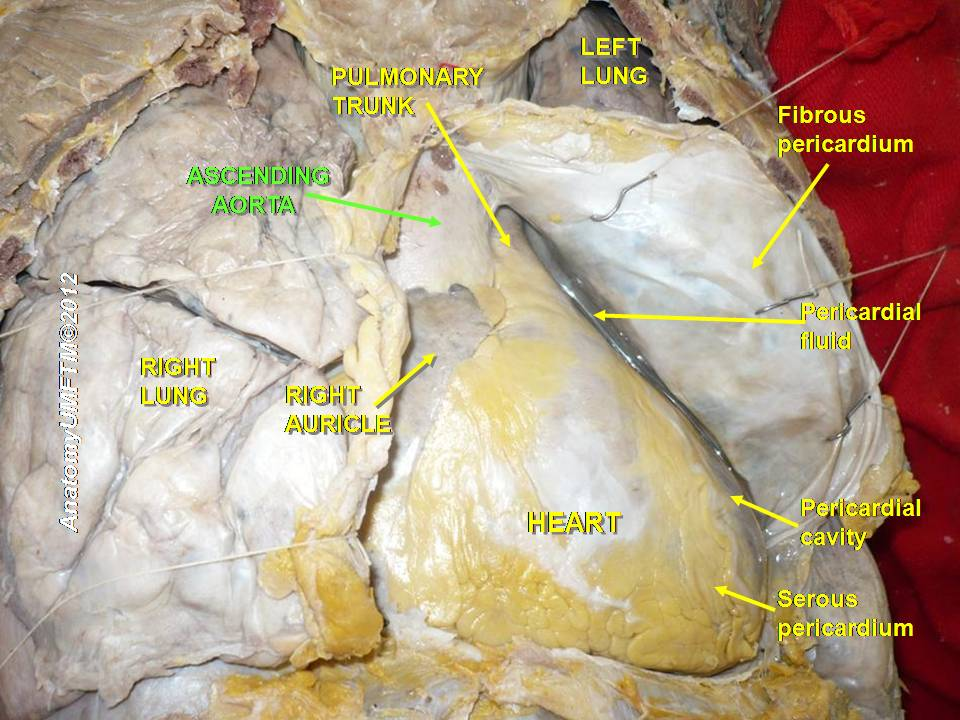
آئورت بالارو
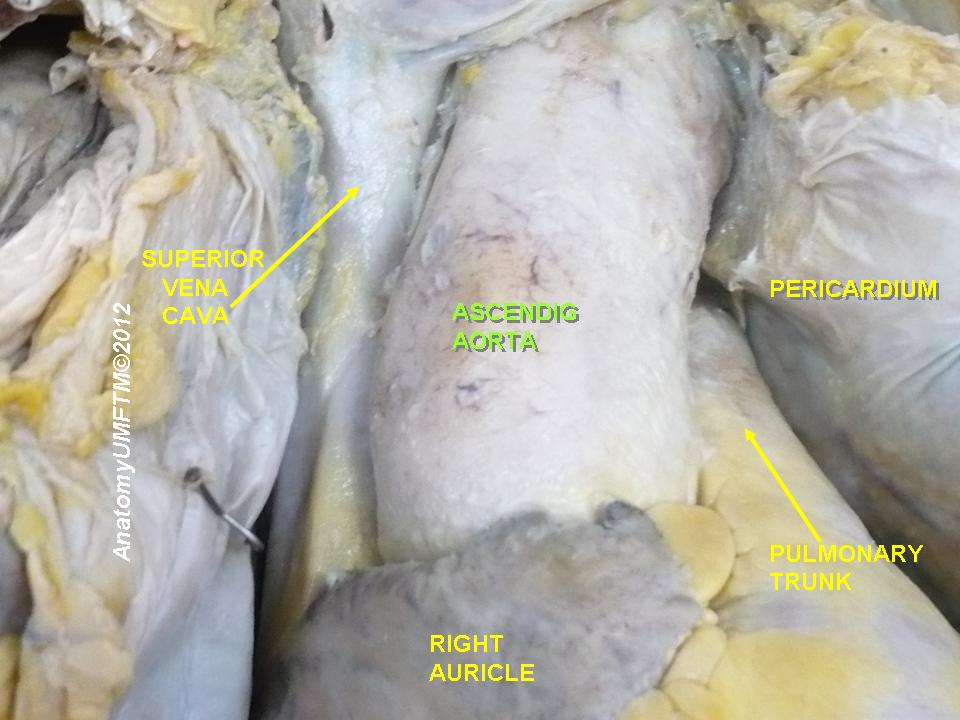
آئورت بالارو
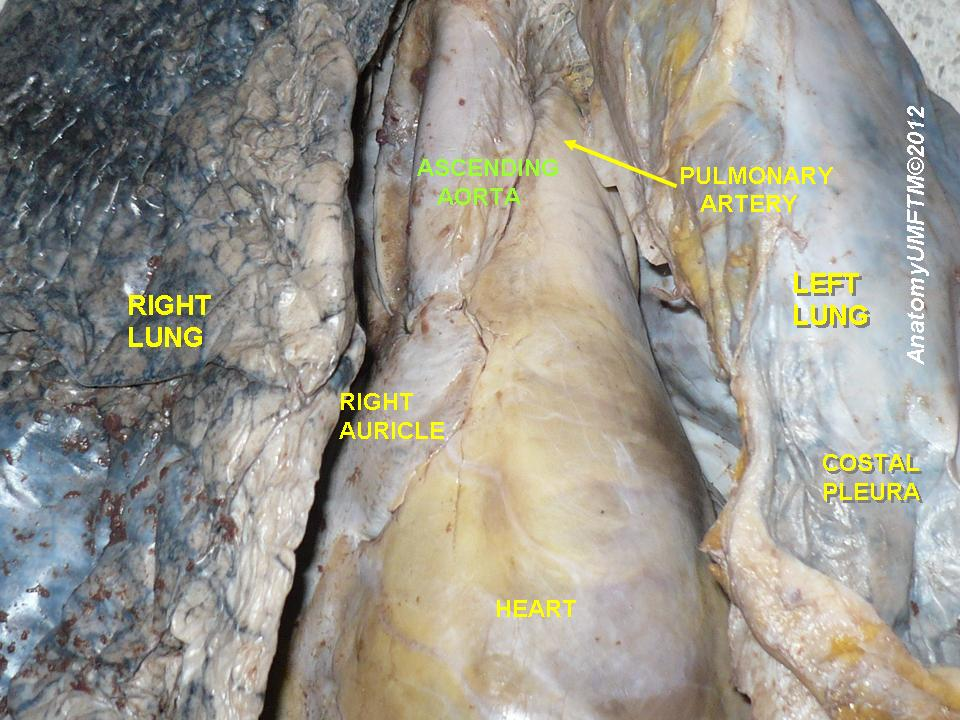
آئورت بالارو
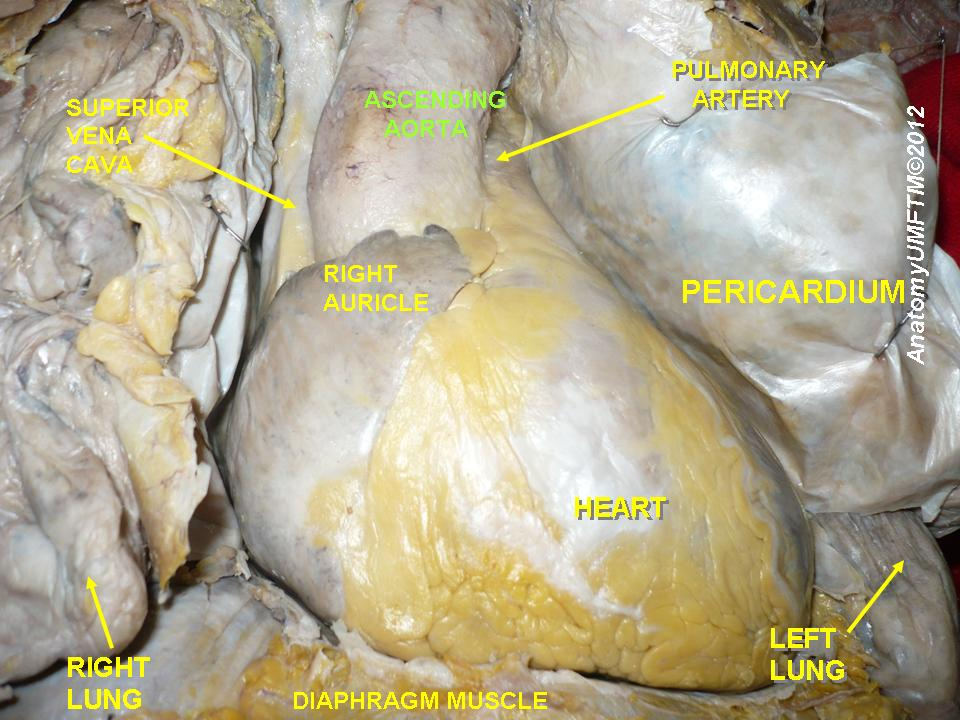
آئورت بالارو
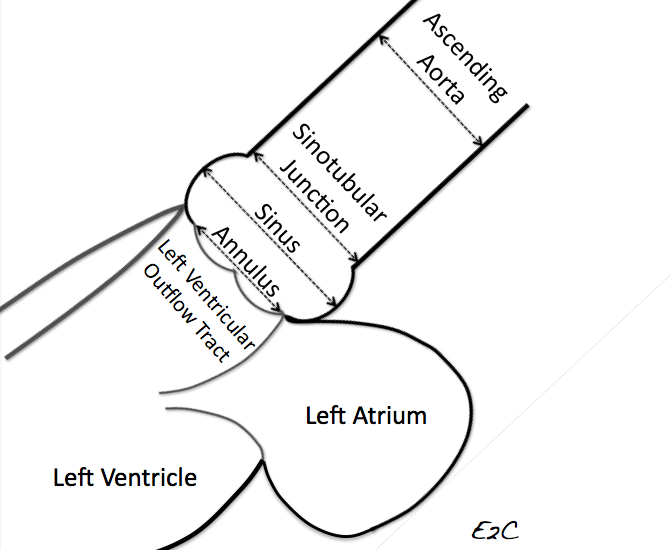
آئورت بالارو